# Trias (orquídea)
Trias es un género que tiene asignadas unas 13 especies de orquídeas,  de la subtribu Bulbophyllinae de la  familia Orchidaceae. 

## Especies deTrias
- Trias antheae  J.J.Verm. & A.L.Lamb (1994)
- Trias bonaccordensis  C.S.Kumar (1989)
- Trias disciflora  (Rolfe) Rolfe (1896)
- Trias intermedia  Seidenf. & Smitinand (1965)
- Trias mollis  Seidenf. (1976)
- Trias nana  Seidenf. (1976)
- Trias nasuta  (Rchb.f.) Stapf (1928)
- Trias nummularia  Aver. & Averyanova (2006)
- Trias oblonga  Lindl. (1830) - especie tipo -
- Trias picta  (E.C.Parish & Rchb.f.) C.S.P.Parish ex Hemsl. (1882)
- Trias rosea  (Ridl.) Seidenf. (1976)
- Trias stocksii  Benth. ex Hook.f. (1890)
- Trias tothastes  (J.J.Verm.) J.J.Wood (1994)